# 柳亭左龍 (初代)
初代 柳亭 左龍（りゅうてい さりゅう、文政11年（1828年）8月 - 明治43年（1910年）12月1日）は、東京の落語家で怪談噺を得意とした落語家で有名。本名、岡本龍蔵。
2代目柳亭左楽の門人。前身は『文之助系図』には「本所松坂町二住、大工職ヲ業トス」とあるだけで詳細は不明。
1873年の『寄美代諸芸交綴』には「たでくふむしもすき〲」として左龍があるのが最も古く怪談噺で名を成していた。
1875年の『諸芸人名録』には「落語之部」の「上等之部」に位置している。番付も明治の中期頃まで高位置を常にキープしていた。
柳派、三遊派どちらにも属さず、一門を前に使って端席の寄席でトリを勤めていた。晩年は中風で高座を退いた。

## 弟子
- 柳亭左傳次
- 柳亭左伊龍
- 3代目柳亭左龍
- 2代目柳亭左龍
- 柳亭左童
- 2代目柳亭右龍
- 柳亭左伊蔵